# Malaxodes parapanisca
Malaxodes parapanisca är en insektsart som beskrevs av Asche 1988. Malaxodes parapanisca ingår i släktet Malaxodes och familjen sporrstritar. Inga underarter finns listade i Catalogue of Life.